# 巴纳尔哈特泰阿加尔登
巴纳尔哈特泰阿加尔登（Banarhat Tea Garden），是印度西孟加拉邦Jalpaiguri县的一个城镇。总人口14431（2001年）。

## 人口
该地2001年总人口14431人，其中男性7485人，女性6946人；0—6岁人口2017人，其中男1042人，女975人；识字率55.21%，其中男性为62.67%，女性为47.18%。